# What’s My Name (Utódok-dal)
A What's My Name China Anne McClain által elénekelt electropop stílusú dal, amely az Utódok 2. című filmben szerepel. A dalban közreműködik Thomas Doherty és Dylan Playfair. A szám 2017. június 2-án jelent meg a Walt Disney Records gondozásában, mint az Utódok 2. második kislemeze.

## Slágerlisták
| Slágerlista                | Helyezés |
| -------------------------- | -------- |
| Billboard Canadian Hot 100 | 94       |
| Billboard Hot 100          | 61       |
| Kid Digital Song Sales     | 3        |
| STREAMING SONGS            | 38       |

## Videóklip
A videóklipet, ahogy az Utódok 2.-t is, Kenny Ortega rendezte. A klip a YouTube-on jelent meg 2017. június 14-én.

## Közreműködők
Antonina Armato: Dalszövegíró
Thomas Doherty: énekes
Tim James: dalszövegíró
China McClain: énekes
Dylan Playfair: énekes
Adam Schmalhoz: dalszövegíró
Tom Sturges: dalszövegíró

## Megjelenések
| Megjelenés      | Kiadó               | Formátum           |
| --------------- | ------------------- | ------------------ |
| 2017. június 2. | Walt Disney Records | Digitális letöltés |